# جون ميلر (لاعب كرة قاعدة أمريكي)
جون ميلر (بالإنجليزية: John Miller)‏ هو لاعب كرة قاعدة أمريكي، ولد في 30 مايو 1941 في بالتيمور في الولايات المتحدة.

## وصلات خارجية
- جون ميلر على موقع دوري كرة القاعدة الرئيسي (الإنجليزية)
- جون ميلر على موقعبيزبول رفرنس.كوم (الدوري الرئيسي) (الإنجليزية)
- جون ميلر على موقعبيزبول رفرنس.كوم (الدوري الثانوي) (الإنجليزية)